# Amo
Ikke at forveksle med varemærket OMA – som i OMA margarine.
Amo er et varemærke for mel, brød- og kageblandinger, som bruges og ejes af Lantmännen Cerealia A/S – et datterselskab af svenske Lantmännen.
I 1928 lancerede Dampmøllen Victoria i Odense Amo-mærket. Navnet har ikke, som man ellers kunne tro, rod i det latinske ord for kærlighed amor, men er en forkortelse for Amerikansk Mel i Odense. Det amerikanske mel var kendt for sine kvaliteter og gode bageegenskaber, og det blev derfor brugt aktivt i markedsføringen. I dag er der ikke længere amerikansk hvede i Amo-poserne.
Varemærket blev første gang registreret i 1929.
I 1954 begyndte Amo at pakke melet i markante gule poser med opskrifter på, hvilket skabte et markedsmæssigt gennembrud.
Fra ca. 1955 til ca. 1990 ejedes Amo varemærket af firmaet AXA A/S.

## Ekstern Henvisning
- Amo.dk